# Princess Diana
«Princess Diana» — песня американских рэп-исполнительниц Ice Spice и Ники Минаж. Песня вышла в качестве сингла 14 апреля 2023 года с дебютного мини-альбома Ice Spice Like..? (EP, 2023).
Ремикс с Ники Минаж занял четвертое место в Billboard Hot 100, принеся Ice Spice её второй хит в первой десятке чарта, а Ники Минаж — 22-й (рекорд среди рэперш).

## История
А́йсис Гасто́н, более известная под псевдонимом Ice Spice, дрилл-рэперша из Бронкса (Нью-Йорк), выпустила сингл «Munch (Feelin' U)» в августе 2022 года. Песня стала вирусной в социальных сетях и стала её прорывом, менее чем за два месяца она набрала 34 миллиона потоков по всему миру и попала в чарт Billboard Hot R&B/Hip-Hop Songs. Её успех в Интернете привёл к подписанию контракта с лейблами 10K Projects и Capitol Records.
В ноябре 2022 года в Твиттере набрало популярность сравнение Ice Spice с Дианой, принцессой Уэльской. Ещё больше людей в социальных сетях укрепили это сравнение, увидев видео с ней и американским рэпером Lil Tjay, в котором они раздавали индеек на День благодарения жителям Бронкса. Ice Spice получила прозвище «Народная принцесса» — титул, данный Диане премьер-министром Великобритании Тони Блэром после её гибели в автокатастрофе в 1997 году. Журнал The New York Times назвал Ice Spice «новой принцессой рэпа», а журнал Time «прорывной звездой».
Позже в том же месяце Ice Spice объявила в интервью подкасту Rap Caviar, что её дебютный мини-альбом (EP) «Like…?» находится в подготовке. Трек-лист состоял из шести песен; в него вошла песня «Munch (Feelin U)», а также два последующих сингла и три песни, которые ещё не были выпущены. Один трек называется «Princess Diana», кивок в сторону мемов о Ice Spice.

## Релиз
Песня «Princess Diana» была выпущена в качестве трека мини-альбома Like..?, изданного 20 января 2023 года. Этот EP стал первым проектом Ice Spice на лейбле 10K и Capitol. Она выступила с Like…? на Rolling Loud California в марте 2023 года, а «Princess Diana» стала вступительной песней. Во время своего выступления она выразила своё обожание рэперам Лил Уэйну и Ники Минаж, которые выступали на сцене до неё. Ice Spice сказала толпе: «Я стою на той же сцене, на которой менее 24 часов назад стояли Лил Уэйн и мой кумир Ники Минаж, моя жизнь безумна».
Минаж отреагировала на это высказывание на Instagram, прокомментировав фотографию Ice Spice, которой она поделилась в Rolling Loud. Она сделала ей комплимент, использовав слова песни «Princess Diana», чтобы назвать её принцессой рэпа. Минаж написала: «Btchs медленные, поэтому я пропускаю их. Неа. Grah! Больше никаких пропусков, принцесса… Поехали». Неделю спустя она перепостила обложку журнала Dazed с изображением Ice Spice и сказала: «Прикол. Народная ПРИНЦЕССА ? лови!!!». Их общение породило предположения о том, что они сотрудничали в создании ремикса на песню «Princess Diana».
14 апреля 2023 года ремикс был выпущен для цифрового скачивания и потокового вещания с помощью лейблов 10K Projects, Capitol Records и Heavy on It. Heavy on It — это звукозаписывающий лейбл Минаж, что указывает на то, что Ice Spice заключила с ней контракт; «Princess Diana» — первый релиз лейбла. Режиссёром музыкального видео на песню «Princess Diana» выступил Эдгар Эстевес. Премьера клипа состоялась на YouTube в 14:00 UTC 14 апреля 2023 года, в нём снялись обе рэперши.

## Коммерческий успех
Сингл занял четвертое место в Billboard Hot 100, принеся Ice Spice её второй хит в первой десятке чарта, а Ники Минаж — 22-й (рекорд среди рэперш). Песня «Princess Diana» также дебютировала на первом месте в чарте по продажам цифровых песен, где она стала 13-м лидером Минаж и первым — Ice Spice, и на шестом месте по продажам потоковых песен. Продажи песни, наряду с сольной версией Айс Спайс и основной версией ремикса дуэта, а также цензурными (без грубых слов), откровенными, расширенными, ускоренными, замедленными и инструментальными версиями ремикса Минаж, были доступны для покупки в течение недели отслеживания. Сингл также возглавил мультиметрический чарт Hot Rap Songs, где Минаж получила свой 10-й чарттоппер (рекорд среди женщин), а Ice Spice — первый, а в общем зачёте Минаж сравнялась с Дидди и Канье Уэстом на третьем месте, в то время как Дрейк (28) и Лил Уэйн (11) занимают два первых места. «Princess Diana» стала первой победой двух женщин в равном совместном исполнении за всю 34-летнюю историю Hot Rap Songs (то есть, не обозначенных как «при участии…», или «вместе с…»; чарт Hot Rap Songs запущен в марте 1989 года). Минаж, тем временем, получает свой 18-й хит номер один в чарте по продажам цифровых песен в стиле рэп (Rap Digital Song Sales), продлевая свой рекорд среди женщин. Дрейк, единственный исполнитель выше неё, лидирует с 22 чемпионскими титулами.

## Чарты
| Чарт (2023)                            | Высшая позиция |
| -------------------------------------- | -------------- |
| Канада (Billboard Canadian Hot 100)    | 21             |
| Франция (SNEP)                         | 158            |
| Мир (Billboard Global 200)             | 11             |
| Ирландия (IRMA)                        | 29             |
| Нидерланды (Single Tip)                | 10             |
| Новая Зеландия (Recorded Music NZ)     | 32             |
| ЮАР (Billboard)                        | 8              |
| Швеция (Heatseeker, Sverigetopplistan) | 15             |
| Великобритания (OCC UK Singles)        | 22             |
| Великобритания (OCC UK Hip Hop/R&B)    | 10             |
| США (Billboard Hot 100)                | 4              |
| США (Billboard Hot R&B/Hip-Hop Songs)  | 2              |
| США (Billboard R&B/Hip-Hop Airplay)    | 6              |
| США (Billboard Rhythmic)               | 1              |

## Сертификации
| Регион                                                                      | Сертификация | Продажи   |
| --------------------------------------------------------------------------- | ------------ | --------- |
| Бразилия (ABPD)                                                             | Золотой      | 20 000    |
| Канада (Music Canada)                                                       | Платиновый   | 80 000    |
| Великобритания (BPI)                                                        | Серебряный   | 200 000   |
| США (RIAA)                                                                  | Платиновый   | 1 000 000 |
| Данные о продажах + прослушиваниях приведены только на основе сертификации. |              |           |